# Садовый (Тюменская область)
Садовый — посёлок в Омутинском районе Тюменской области. Входит в состав Вагайского сельского поселения.

## История
В 1962 г. указом Президиума Верховного Совета РСФСР селение Плодово-Ягодный Питомник переименовано в посёлок Садовый.

## Население
| 2010 |
| ---- |
| 11   |

Согласно результатам переписи 2002 года, в национальной структуре населения русские составляли 90 % из 20 чел.